# Lee Aronsohn

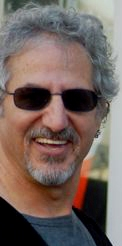
Lee Aronsohn, setembro 2011, para receber sua homenagem na Calçada da Fama em Hollywood.

Lee Aronsohn (15 de dezembro de 1952) é um roteirista e produtor estadunidense.
Ele escreveu roteiros para diversas sitcoms, como The Love Boat, Who's the Boss?, Murphy Brown, Grace Under Fire, The Big Bang Theory e Cybill.
Em 2003, ele tornou-se co-criador da série de comédia Two and a Half Men e também escreveu a música de abertura da série. Além de escrever roteiros, Aronsohn também foi produtor executivo da série por 6 episódios em 2006. Nesse mesmo ano ele dirigiu seu primeiro episódio.